# استر عزیز (بازی ویدئویی)
استر عزیز (به انگلیسی: Dear Esther) یک بازی ویدئویی با دید اول شخص است که توسط شرکت چاینیز روم برای پلتفرم‌های مایکروسافت ویندوز، مک‌اواس، لینوکس، پلی‌استیشن ۴ و اکس‌باکس وان منتشر شده‌است.